# Pulaski, Tennessee
Pulaski är en stad (city) och administrativ huvudort i Giles County i Tennessee. Stadens namn är en hyllning till Kazimierz Pułaski. Vid 2010 års folkräkning hade Pulaski 7 870 invånare.
Ku Klux Klan bildades i Pulaski den 24 december 1865 av sydstatsgeneralen Nathan Bedford Forrest, och andra krigsveteraner på den förlorande sidan i amerikanska inbördeskriget.